# Beverly Archer
Beverly Archer (Oak Park, 19 luglio 1948) è un'attrice statunitense.

## Filmografia parziale

### Cinema
- Lo strizzacervelli (The Couch Trip), regia di Michael Ritchie (1988)
- Vice Versa - Due vite scambiate (Vice Versa), regia di Brian Gilbert (1988)
- La famiglia Brady (The Brady Bunch Movie), regia di Betty Thomas (1995)

### Televisione
Attrice
- The Nancy Walker Show (1976-1977)
- We've Got Each Other (1977-1978)
- Spencer (1984-1985)
- Washingtoon (1985)
- ALF (1988)
- La mamma è sempre la mamma (Mama's Family) (1986-1990)
- Agli ordini papà (Major Dad) (1990-1993)
- Il mio amico Alf (Project: ALF) - film TV (1996)
- Sposati... con figli (Married... with Children) (1994, 1996)
- Il Natale più bello della mia vita (The Christmas Wish) - film TV (1998)
- Febbre d'amore (The Young and the Restless) (1999)
- Dove ti porta il cuore (Going Home) - film TV (2000)

Doppiatrice
- Aaahh!!! Real Monsters (1994-1997)
- Jumanji (1996-1998)